# Гигафабрика 3 (Гига Шанхай)
Гига Шанхай (кит. 特斯拉上海超级工厂 , или Гигафабрика 3) — завод в Шанхае, Китай, управляемый Tesla, Inc. В настоящее время на заводе проводится финальная сборка Tesla Model 3, также планируется производство Tesla Model Y, поставки Model Y намечены на январь 2021 года. Первоначальная цель завода — 3000 электромобилей в неделю, в конечном итоге планируется производство 250 000 электромобилей в год. Первые собранные Model 3 были поставлены в декабре 2019 года, всего через двенадцать месяцев после того, как Tesla начала проводить аттестацию на Гигафабрике в декабре 2018 года
Городское правительство Шанхая одобрило строительство завода в июле 2018 года, а в октябре 2018 года был подписан договор о долгосрочной аренде около 86 гектаров (210 акров) земли. Строительство началось в декабре 2018 года с установки охраняемого ограждения и офисных помещений. К августу 2019 года главное здание завода по сборке автомобилей было почти завершено, и производственная линия была установлена как для аккумуляторов, так и для автомобилей. Завод начал первоначальное производство автомобилей Tesla Model 3 в октябре 2019 года а дополнительные производственные мощности для двигателей, сидений и силовых агрегатов начали строиться в конце 2019 года с ожидаемым завершением к марту 2020 года.
Tesla также набирает команды инженеров и дизайнеров в Китае.

## Описание

Пудун (район).
Шанхайская зона свободной торговли.

Завод находится в районе Пудун, западная граница которого граничит с районом Фэнсянь.

## История

### Подоплёка
Компания Tesla (Шанхай) была официально учреждена 8 мая 2018 года с уставным капиталом в 100 миллионов юаней и полностью принадлежит Tesla Motors Hong Kong. В июле 2018 года генеральный директор Tesla Илон Маск подписал соглашение с региональным правительством Шанхая о строительстве своей третьей в мире и первой в Китае Гигафабрики.
8 августа 2018 года Pudong New Area Planning and Land Administration выпустила обязательный заказ на закупку Shanghai [2018] № 090 с датой закрытия возражений 14 августа 2018 года и завершением работ, запланированные на 20 августа 2018 года. 26 сентября 2018 года были объявлены торги на вновь приобретенные участки Q01-05 в районе, обозначенном как 04PD-0303, с ограничением использования земли для производства электромобилей с минимальными инвестиционными требованиями. Потребность в инвестициях в размере 10,85 млн юаней за мǔ (666,7 м2 или 7200 кв. футов) приравнивалась к общим минимальным инвестициям в размере 14 млрд юаней (2 млрд долларов США).

### Покупка земли
Процесс торгов проходил с 17 по 26 октября 2018 года при условии, что если к 11:30 17 октября 2018 года будет только один участник, отвечающий требованиям, то процесс может быть закрыт и завершен досрочно. TTesla выиграла долгосрочную аренду 86 гектаров (210 акров) земли в Линганге, Шанхай, 17 октября. Tesla (Shanghai) была единственным участником торгов, предложившим 973 миллиона китайских юаней за 50-летнюю аренду 864 885 квадратных метров (86,5 гектара) с капиталом, поступившим от местных китайских банков. Шанхайский договор о передаче земли № 14 требовал с Tesla (Shanghai), чтобы строительные работы начались в течение 6 месяцев и были завершены в течение 30 месяцев, производство началось через 36 месяцев, а полные минимальные налоговые поступления выплачивались через 60 месяцев. Передача земли была запланирована на 12 декабря 2018 года и ограничивает максимальный размер надземных зданий площадью 1 729 770 квадратных метров (18 620 000 квадратных футов) с максимальной высотой 30 метров (100 футов). До 60 541 квадратных метров (650 000 квадратных футов) площади могут быть использованы для непроизводственных офисных зданий. На первом этапе проекта будут производиться автомобили Tesla Model 3 и Tesla Model Y с запланированной производительностью 250 000 электромобилей в год. Tesla заявила, что планирует в конечном итоге производить на этом объекте 500 000 электромобилей в год.
Общественная консультация по воздействию на окружающую среду на 1 этапе проекта была открыта 24 октября 2018 года и рассчитана на десять рабочих дней. Капитальные затраты, покрывающие покупку земли и первоначальные затраты на проектирование Гигафабрики 3 планировалось произвести в четвертом квартале 2018 года. Этой покупке способствовал кредит от китайских банков, а в конце 2019 года она была конвертирована в кредит в размере 1,4 миллиарда долларов, также предоставленный китайскими банками.

### Строительство
Городским правительством Шанхая было выдано разрешение на строительство, разрешающее начало работ после 29 декабря 2018 года. Подрядчик проекта — China Construction Third Engineering Bureau Co., Ltd., входящая в состав крупной государственной строительной компании China State Construction Engineering.
К декабрю 2018 года на объекте велись строительные работы с планировкой участка. Мэр Шанхая Ин Юн посетил это место 5 декабря. Дочерняя компания China Minmetals готовилась к закладке фундамента. Shanghai Construction Group была одной из компаний, подавших заявки на часть более крупного строительного контракта.
7 января 2019 года состоялась церемония закладки фундамента. К марту на некоторых участках большого объекта были проведены фундаментные работы и начало возводиться сооружение, причем бригады работают на месте в несколько смен, чтобы ускорить строительство.
К началу августа 2019 года экстерьер здания был почти завершен, а здание общей сборки оснащалось производственным оборудованием, производство планируется начать в ноябре. 19 августа завод получил «акт комплексной приемки».
В ходе ежеквартального телефонного разговора с инвесторами за 3 квартал 2019 года 23 октября 2019 года Tesla сообщила, что опережает график ввода завода в производство. Более того, он был построен всего за десять месяцев, готов к производству и был построен примерно на 65 % с меньшими капитальными затратами на единицу производственных мощностей, чем производственная система Model 3 в США. К октябрю 2019 года началась генеральная сборка первых Tesla Model 3, причем 30 % автомобилей приходилось на Китай.

## Производство
Giga Shanghai в настоящее время занимается окончательной сборкой автомобилей Model 3, которая началась в декабре 2019 года, ожидается, что окончательная сборка Tesla Model Y начнется позже в 2020 году. Хотя первоначально сборка осуществляется с помощью деталей и узлов, которые поставляются на завод из США, основной задачей в 2020 году будет постепенное увеличение сделанных в Китае деталей в составе производимых автомобилей по мере развития производства. По состоянию на март 2020 года производство Tesla Model Y запланировано на январь 2021 года. Производственная мощность производственной линии Гига Шанхай нацелена на 5 000 автомобилей в неделю, и если она будет достигнута и сохранена, то можно достичь годовой мощности производства более 250 000 автомобилей в год. Как только завод будет полностью построен и производство полностью увеличится, Tesla планирует выйти на ежегодную производственную мощность около 500 000 автомобилей для китайских потребителей.
Транспортные грузовые прицепные установки вывезли автомобили к началу декабря 2019 года, первые 15 автомобилей с нового завода были доставлены 30 декабря 2019 года сотрудникам Tesla. Первые автомобили, произведенные на Гигафабрике были доставлены 7 января 2020 года китайским покупателям. В начале 2020 года объем производства составлял примерно 1000 автомобилей в неделю за одну смену рабочих, а общая мощность производственной линии составляла 2000 автомобилей в неделю, включая субботнюю сверхурочную работу.
Гигафабрика в Шанхае была временно закрыта примерно на две недели по распоряжению правительства 29 января 2020 года из-за пандемии COVID-19 . Производство возобновилось 10 февраля, как и для поставщиков и других компаний по всей стране. Был принят ряд мер предосторожности для предотвращения распространения вируса поэтому предварительные планы указывают на то, что Tesla может добавить вторую смену производства к началу второго квартала 2020 года, что увеличит пропускную способность линии примерно до 3500 автомобилей в неделю. К концу года мощность достигла 8000 автомобилей в неделю, у некоторых из них руль был установлен с правой стороны для экспортных целей.